# 王仕俊 (清朝)
王仕俊（—1707年），號竹蓭，中國清朝官員，本籍中國漢軍鑲紅旗。

## 生平
王仕俊於1704年（康熙43年）接替陳璸，於台灣擔任台灣府台灣縣知縣。管轄約今台灣南部之嘉義縣、嘉義市、台南縣、市全境及高雄縣部份區域。該區域面積約為4500平方公里，也是清治時期台灣島之漢人集中地所在。
1707年，王仕俊卒於任。